# Alliance of Pan American Round Tables
Alliance of Pan American Round Tables, är en internationell kvinnoorganisation, grundad 1916.
Organisationen verkar för samarbete mellan kvinnor i Nord- och Latinamerika.